# Heterocentron glandulosum
Heterocentron glandulosum là một loài thực vật có hoa trong họ Mua. Loài này được Schenk mô tả khoa học đầu tiên năm 1856.